# Petit pont hongrois
Le petit pont Hongrois (Kleine Ungarbrücke) est un pont en arc en fonte, situé à Vienne sur la rivière Vienne. Utilisé uniquement comme pont piétonnier, il relie l'lnnere Stadt au quartier de Landstrasse, c'est-à-dire le Heumarkt avec le Stadtpark.
C'est l'un des plus anciens ponts en arc à trois pivots au monde.

## Histoire
Le premier pont est mentionné comme ayant été construit en 1853. On ne sait pas s'il a remplacé un pont encore plus ancien après une crue dévastatrice de la rivière Vienne en 1851 ou s'il s'agissait du premier nouveau bâtiment construit sur ce site. En 1898, il fut remplacé par le pont Tegetthoff démoli.

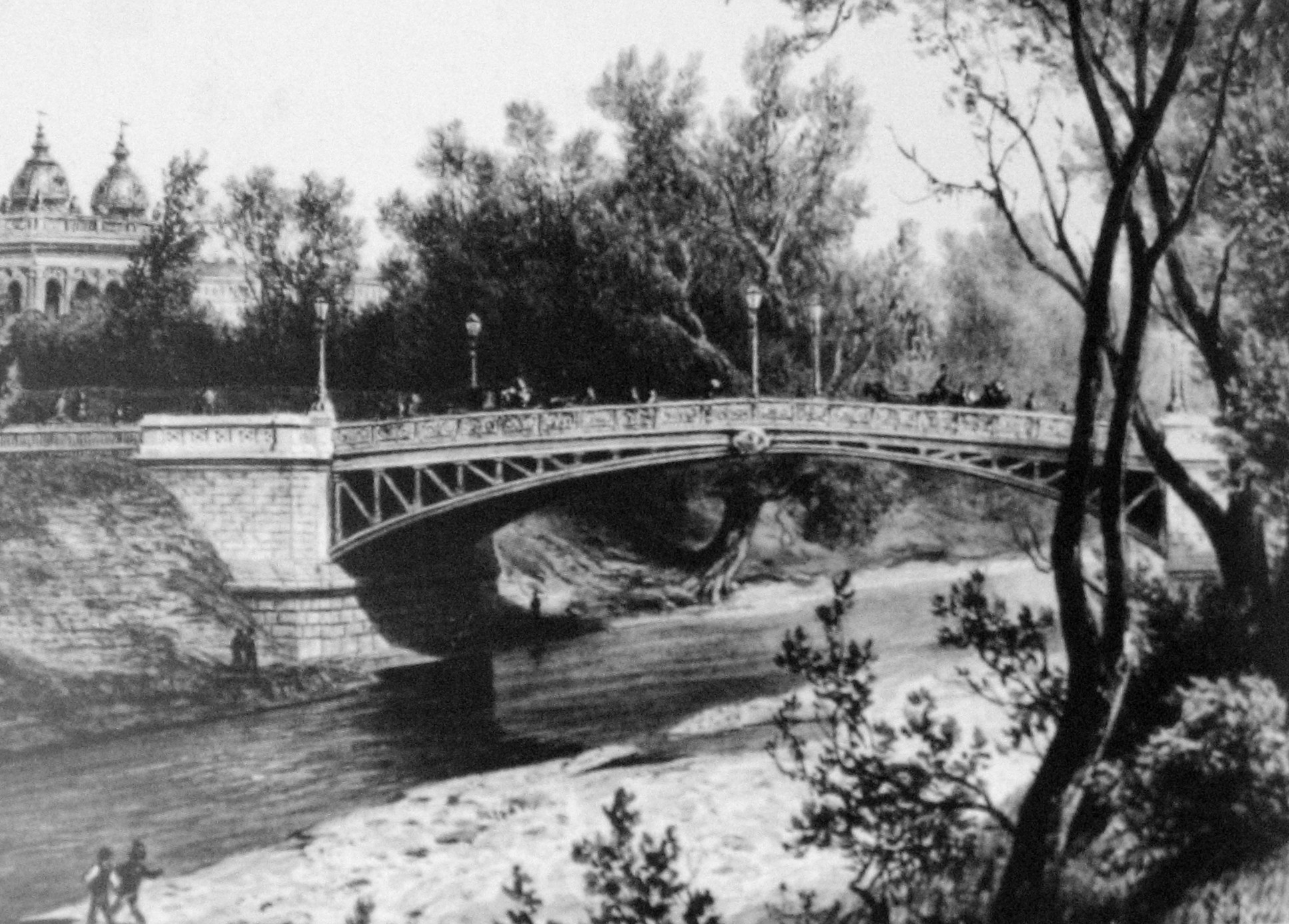
L'ancien pont Tegetthoff

En 1898, le pont fut achevé. Le 28 avril 1898, le pont nouvellement construit reçut le nom de « Petit Pont Hongrois » lors de la cérémonie d'ouverture.
En 1945, lors de la bataille de Vienne, le pont fut endommagé. Une rénovation générale a eu lieu entre 1978 et 1980. On ne sait pas quand le pont a été placé sous la protection des monuments.